# Веропотвелян, Пётр Николаевич
Пётр Николаевич Веропотвелян (1 июня 1930, Батуми — 29 марта 2017 года, Кривой Рог) — украинский и советский врач, врач в городской больнице № 1. Кривой Рог (1957-1959), главный врач городского клинического родильного дома № 1 г. Кривой Рог (1959-2000), заслуженный врач Украинской ССР, кандидат медицинских наук, член правления Ассоциации акушеров-гинекологов Украины, член Европейской Ассоциации акушеров-гинекологов.

## Биография
Родился 1 июня 1930 года в городе Батуми.
С 1935 г. проживал с семьей в г. Кривой Рог. 
После окончания школы рабочей молодежи №15 (г. Кривой Рог) в 1947 г. поступил в Херсонское мореходное училище ММФ СССР не закончив которое, решил поступить в медицинский институт.
С 1951 по 1957 г обучался в Днепропетровском медицинском институте.
В 1957 г. закончил Днепропетровский медицинский институт.
С 1957 по 1959 годы работал в городской больнице № 1 города Кривой Рог врачом-хирургом, а затем акушером-гинекологом.
С 1959 по 2000 год был бессменным главным врачом городского клинического родильного дома № 1 г. Кривой Рог.
В период с 1965 по 1967 годы – заведующий районным отделом здравоохранения Центрально-Городского района (г. Кривой Рог). За этот период под его руководством простоены корпуса поликлиники на 750 посещений за смену, стационар на 250 коек, водолечебницу многопрофильной клинической больницы №3; реконструировано нексколько лечебных учреждений района.
В 1975 году по его инициативе впервые в практической системе здравоохранении бывшего СССР был построен отдельный 3-х этажный корпус медико-генетического центра, который и на сегодняшний день является одним из ведущих медико-генетических центров Украины.
В 1976 году защитил диссертацию на соискание ученой степени кандидат медицинских наук.
В 1993 г. под руководством Веропотвеляна П.Н. построен новый 5-ти этажный корпус специализированного центра пренатальной диагностики, медицины плода и генетики репродуктивной функции человека.
С 2000 по 2002 годы – главный врач КУ "Межобластной центр медицинской генетики и пренатальной диагностики" (г. Кривой Рог).
с 18.07.2002 г. по 29.03 2017 г. – заведующий кабинетом патологии репродуктивной функции Межобластного центра медицинской генетики и пренатальной диагностики" (г. Кривой Рог).
Как врач-клиницист свою профессиональную деятельность в значительной степени посвятил лечению женщин с бесплодием, благодаря чему более 7000 женщин обрели долгожданное счастье материнства.
Активно занимался социально-общественной деятельностью, неоднократно изибирался депутатом Центрально-городского районного совета г. Кривой Рог.
Кроме клинической практики, занимался научной деятельностью.
П.Н. Веропотвелян - автор более 650 научных работ, опубликованных в отечественных и зарубежных медицинских изданиях, в т.ч. в монографиях и учебниках, автор изобретения и 15 рационализаторских предложений. Член редколлегии и редакционных советов ряда отечественных научных медицинских журналов: «Педиатрия», «Акушерство и гинекология», «Здоровье женщины», «Репродуктивная эндокринология», «Женский доктор» и другие.
Петр Николаевич до последнего своего вздоха активно и плодотворно работал. Даже в последний день своей жизни он трудился на своем рабочем месте.

## Награды и звания
- Знак «Отличник здравоохранения» (1969)
- Медаль «За трудовую доблесть» (1971)
- Орден Трудового Красного Знамени (1971)
- Малая золотая медаль ВДНХ СССР (1980)
- Бронзовая медаль ВДНХ (1983)
- Медаль «Ветеран труда» (1984)
- Заслуженный врач Украинской ССР (1984)
- Юбилейная медаль «50 лет Победы в Великой Отечественной войне 1941-1945 гг.» (1995)
- Золотой медалью «За достижения в Науке» Международной Кадровой Академии ЮНЕСКО (2000)
- Знак «За заслуги перед городом» (Кривой Рог) 3-й степени (2000)
- Юбилейная медаль «60 лет Победы в Великой Отечественной войне 1941-1945 гг.» (2005)
- Почётная награда главы Днепропетровского областного совета (2010)
- Знак «За заслуги перед городом» (Кривой Рог) 2-й степени (2010)
- Юбилейная медаль «65 лет Победы в Великой Отечественной войне 1941-1945 гг.» (2010)
- Знак «За заслуги перед городом» (Кривой Рог) 1-й степени (09.11.2011)[1];
- Награда Центрально-Городского района г. Кривой Рог (2013)
- Награда главы Днепропетровской облгосадминистрации "За развитие региона" (2015)

Награды криворожской городской организации профсоюза работников здравоохранения Украины:
- Орден «Исповедник Лука профессор Войно-Ясенецкий», рубиновая номинация (2013)
- Орден «Исповедник Лука профессор Войно-Ясенецкий», лазурная номинация (2015)
- Орден «За достижения в области здравоохранения Кривбасса» (2015)
- Медаль «Знание, Душа, Сердце Людям»
- Награда УПЦ Орден «Преподобного Агапита Печерского» (2015)
- Награда международной общественной организации «Землячество Приднепровья» (2016)